# Isopedella tindalei
Isopedella tindalei là một loài nhện trong họ Sparassidae.
Loài này thuộc chi Isopedella. Isopedella tindalei được Arthur Stanley Hirst miêu tả năm 1993.